# Greckokatolicka placówka duszpasterska w Bolesławcu
Greckokatolicka placówka duszpasterska w Bolesławcu – placówka duszpasterska greckokatolicka w Bolesławcu. Placówka należy do eparchii wrocławsko-koszalińskiej i znajduje się na terenie dekanatu legnickiego.
Erygowana w 2018 roku. Nabożeństwa odbywają się rzymskokatolickim kościele pw. Matki Bożej Nieustającej Pomocy w Bolesławcu.